# Bernie Geoffrion

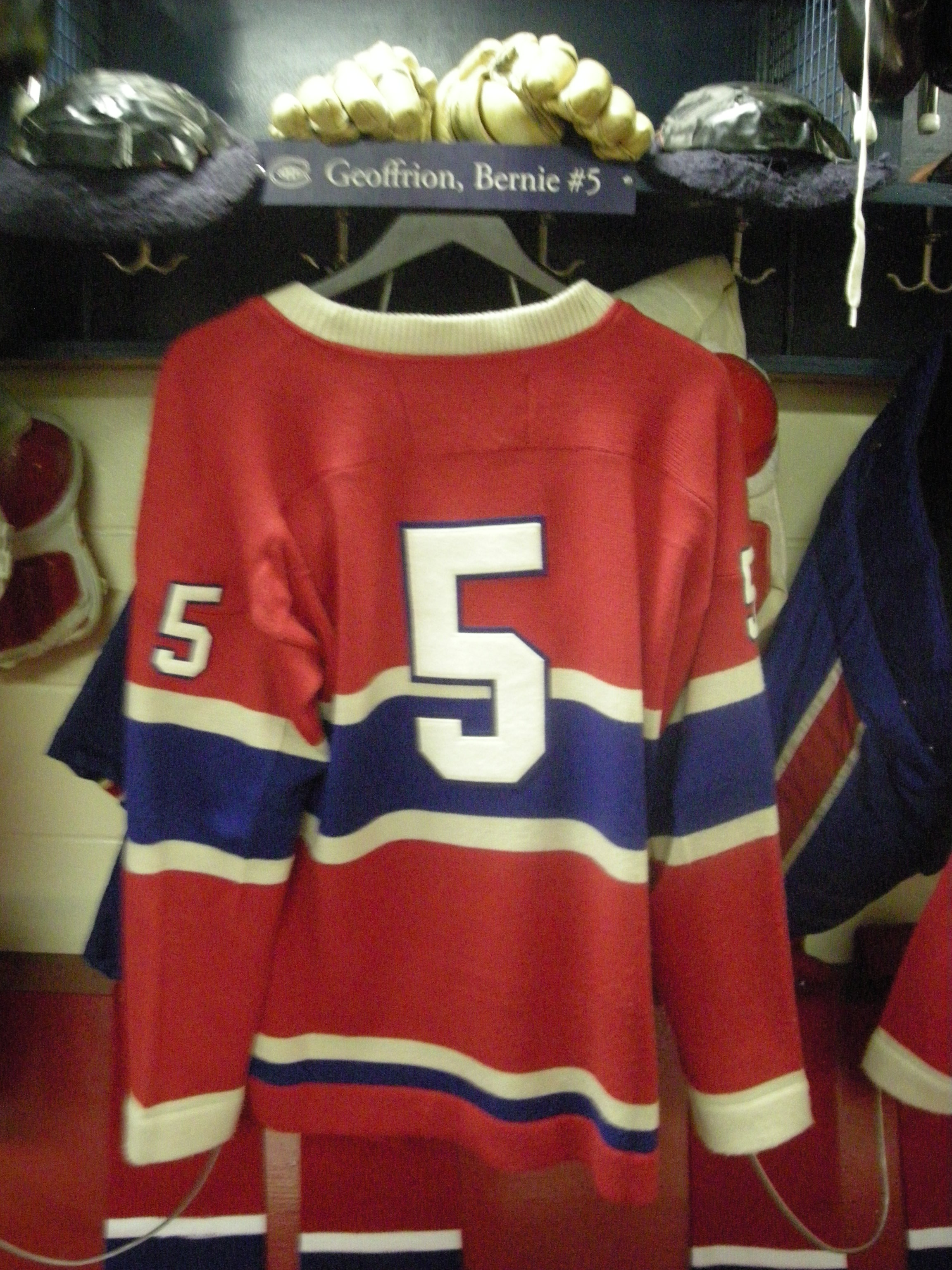
Dres Bernie Geoffriona v Hokejové síni slávy

Joseph André Bernard Geoffrion (14. února 1931, Montreal – 11. března 2006, Atlanta) známý pod přezdívkou Boom-Boom Geoffrion byl kanadský profesionální hokejista a později hokejový trenér. U příležitosti 100. výročí NHL byl v lednu 2017 vybrán jako jeden ze sta nejlepších hráčů historie ligy.

## Hokejová kariéra
Hrál na pravém křídle a hokejku držel též na pravou stranu. Byl jedním z prvních hráčů, kteří začali používat střelu zvanou „golfák“. V NHL začal hrát v roce 1951, ale odehrál pouhých 18 utkání a proto mohl stále ve své druhé sezóně získat Calder Trophy pro nejlepšího nováčka, kterou také získal za 54 bodů v 67 zápasech v dresu Montreal Canadiens, kde odehrál dalších 12 sezón. V dresu Montrealu Canadiens získal šestkrát Stanley Cup. Na sklonku kariéry odešel do New York Rangers, kde odehrál dvě sezóny. Jako druhý v historii nastřílel v jedné sezóně NHL 50 gólů, před ním se to povedlo pouze jeho spoluhráčovi Maurici Richardovi. V roce 1955 se mu podařilo nastřílet 5 gólů v jednom zápase proti Toronto Maple Leafs. Za svou kariéru získal několik ocenění. Dvakrát vyhrál bodování NHL a jednou získal Hart Trophy za nejužitečnějšího hráče celé NHL. Celkem 11krát si zahrál v NHL All-Star Game. Jeho číslo 5 bylo vyřazeno týmem Montreal Canadiens v den jeho smrti. Časopis The Hockey News ho v roce 1998 zvolil jako 42. nejlepšího hráče historie NHL. V roce 1972 byl uveden do Hockey Hall of Fame v Torontu. Za svou kariéru odehrál 883 zápasů a nasbíral celkem 822 kanadských bodů, z čehož činilo 393 gólů. Ani jednou se mu nepodařilo nasbírat 100 bodů v jedné sezóně, nejblíže jím byl v sezóně 1960/1961, kdy nasbíral 95 bodů v 64 zápasech. V Play-off odehrál celkem 132 zápasů a nasbíral 118 bodů.

## Trenérská kariéra
Po skončení hráčské kariéry se věnoval trénování a trénoval jako hlavní trenér tři kluby NHL: New York Rangers, Atlanta Flames a Montreal Canadiens.